# Sirius B (album)
A Sirius B egy svéd szimfonikus metal zenekar, a Therion nagylemeze. Az album címe, a Sirius B (magyarul Szíriusz) az éjszakai égbolt legfényesebb csillagát jelöli. Az albumot egyszerre adták ki a Lemuriával. A borítót Thomas Ewerhard készítette.

## Számlista
1. Blood of Kingu – 5:45
2. Son of the Sun – 5:35
3. The Khlysti Evangelist – 5:38
4. Dark Venus Persephone – 4:02
5. Kali Yuga, Pt. 1 – 3:27
6. Kali Yuga, Pt. 2 – 5:48
7. The Wondrous World of Land of Punt – 7:19
8. Melek Taus – 5:31
9. Call of Dragon – 4:14
10. Sirius B – 3:43
11. The Voyage of Gurdjieff (The Fourth Way) – 5:56

## Közreműködők
- Christofer Johnsson – ritmusgitár, mandolin ("The Wonderous World of Punt"), klasszikus zenészek és kórus elhelyezése
- Kristian Niemann – ritmusgitár, akusztikus gitár, mandolin ("The Wonderous World of Punt")
- Johan Niemann – basszusgitár, mandolin ("The Wonderous World of Punt")

### Vendégzenészek
- Richard Evensand – dob, gong ("Kali Yuga part 2")
- Steen Rasmussen – organa
- Lars Sømod Jensen – templomi orgona
- Mats Levén – vokál ("The Blood of Kingu", "The Khlysti Evangelist", "Kali Yuga part 2")
- Piotr Wawrzeniuk – vokál ("Dark Venus Persephone", "Kali Yuga part 1", "Melek Taus")
- Filharmonikus zenekar: A prágai filharmonikus zenekar (Adam Klemens és Mario Klemens vezénylésével)
- Kórus: Kūhn Mixed kórus (Mario Klemens vezénylésével)

## Külső hivatkozások
- Információk a Therion hivatalos weboldalán az albumról